# Michal Ledl
Michal Ledl (ur. 9 stycznia 1991) – czeski pływak, specjalizujący się w stylu motylkowym i dowolnym.
Brązowy medalista mistrzostw Europy na krótkim basenie z Chartres (2012) w sztafecie 4 x 50 m stylem zmiennym. 